# Mirante do Paranapanema
Mirante do Paranapanema is een gemeente in de Braziliaanse deelstaat São Paulo. De gemeente telt 18.131 inwoners (schatting 2009).

## Aangrenzende gemeenten
De gemeente grenst aan Marabá Paulista, Presidente Bernardes, Sandovalina, Santo Anastácio, Teodoro Sampaio en Jardim Olinda (PR).